# Campionati mondiali di sci nordico 2017
I Campionati mondiali di sci nordico 2017 si sono svolti in Finlandia, a Lahti, dal 22 febbraio al 5 marzo. Il programma ha incluso gare di combinata nordica (solo maschili), salto con gli sci (maschili, femminili e una gara a squadre mista) e sci di fondo (maschili e femminili).

## Assegnazione e impianti
Il 4 giugno 2012 si è tenuto il congresso FIS per l'elezione della sede dei Campionati mondiali di sci nordico 2017. Lahti è stata scelta tra altre tre località: Planica (Slovenia), Oberstdorf (Germania) e Zakopane (Polonia).

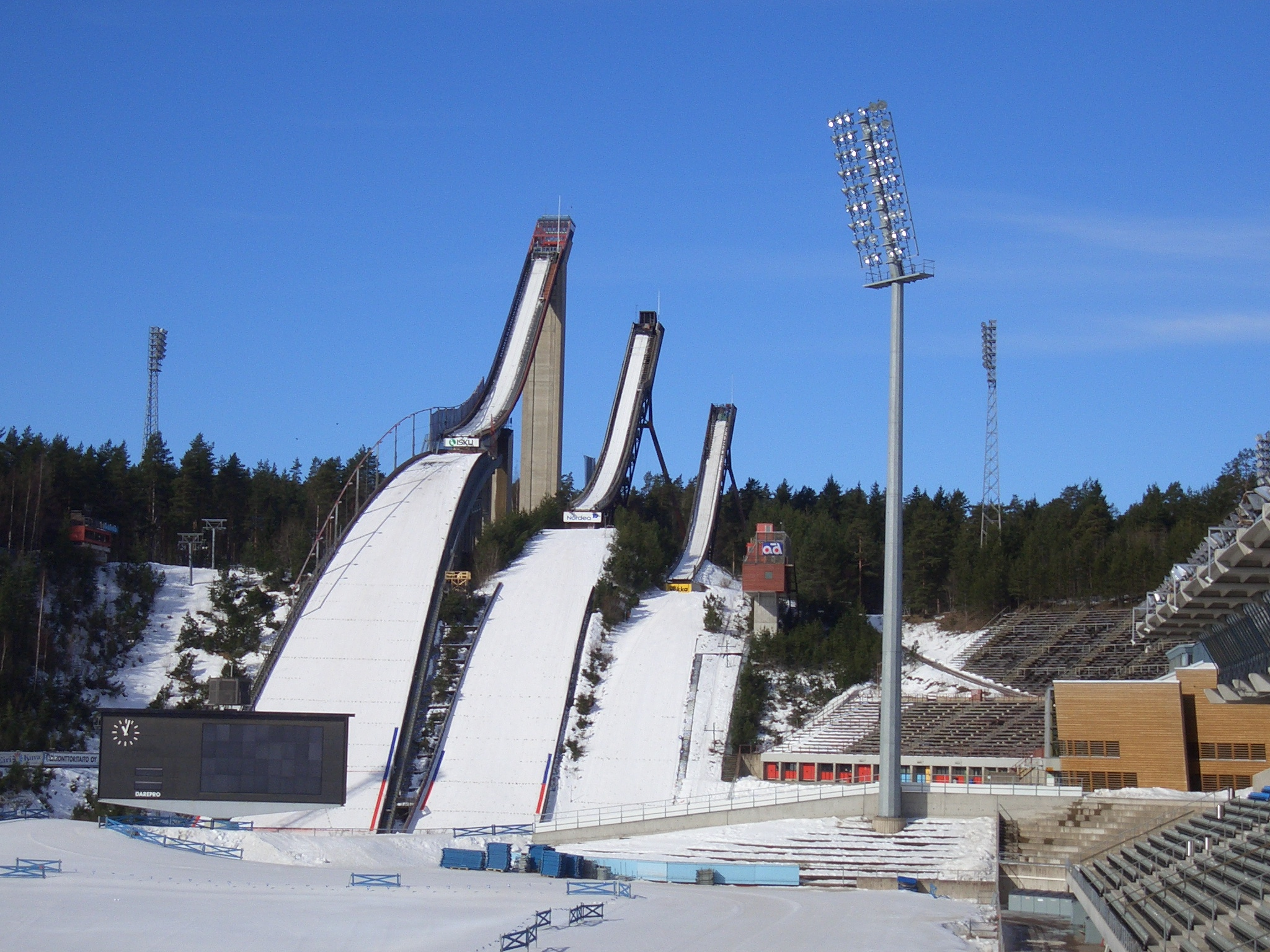
I trampolini del complesso Salpausselkä

Quelli del 2017 sono stati i settimi Mondiali ospitati da Lahti, dopo le edizioni del 1926, del 1938, del 1958, del 1978, del 1989 e del 2001. Il trampolino Salpausselkä conta due trampolini principali: HS130 e HS100.

## Risultati

### Uomini

#### Combinata nordica

##### Trampolino normale
| Pos. | Atleta           | Nazione   | Tempo   |
| ---- | ---------------- | --------- | ------- |
| 1    | Johannes Rydzek  | Germania  | 26:19,6 |
| 2    | Eric Frenzel     | Germania  | 26:34,5 |
| 3    | Björn Kircheisen | Germania  | 26:49,6 |
| 4    | Fabian Rießle    | Germania  | 26:51,8 |
| 5    | Akito Watabe     | Giappone  | 26:51,9 |
| 6    | François Braud   | Francia   | 26:55,6 |
| 7    | Bernhard Gruber  | Austria   | 26:58,7 |
| 8    | Philipp Orter    | Austria   | 26:59,9 |
| 9    | Eero Hirvonen    | Finlandia | 27:04,7 |
| 10   | Magnus Krog      | Norvegia  | 27:04,9 |

Data: 24 febbraio 2017

Formula di gara: Gundersen NH/10 km

1ª manche:

Ore: 9.30 (UTC+2)

Trampolino: Salpausselkä HS100

2ª manche:

Ore: 12.30 (UTC+2)

Distanza: 10 km

##### Trampolino lungo
| Pos. | Atleta          | Nazione  | Tempo   |
| ---- | --------------- | -------- | ------- |
| 1    | Johannes Rydzek | Germania | 26:41,6 |
| 2    | Akito Watabe    | Giappone | 26:46,4 |
| 3    | François Braud  | Francia  | 26:54,6 |
| 4    | Mario Seidl     | Austria  | 26:59.0 |
| 5    | Wilhelm Denifl  | Austria  | 27:08.1 |
| 6    | Fabian Rießle   | Germania | 27:18,5 |
| 7    | Eric Frenzel    | Germania | 27:19,1 |
| 8    | David Pommer    | Austria  | 27:19.3 |
| 9    | Bernhard Gruber | Austria  | 27:19,9 |
| 10   | Espen Andersen  | Norvegia | 27:32.2 |

Data: 1º marzo 2017

Formula di gara: Gundersen LH/10 km

1ª manche:

Ore: 12.00 (UTC+2)

Trampolino: Salpausselkä HS130

2ª manche:

Ore: 16.15 (UTC+2)

Distanza: 10 km

##### Gara a squadre dal trampolino normale
| Pos. | Nazione     | Atleti                                                            | Tempo   |
| ---- | ----------- | ----------------------------------------------------------------- | ------- |
| 1    | Germania    | Eric Frenzel Björn Kircheisen Fabian Rießle Johannes Rydzek       | 47:57,3 |
| 2    | Norvegia    | Magnus Moan Magnus Krog Jørgen Graabak Mikko Kokslien             | +41,7   |
| 3    | Austria     | Paul Gerstgraser Bernhard Gruber Mario Seidl Philipp Orter        | +1:03,7 |
| 4    | Giappone    | Hideaki Nagai Takehiro Watanabe Yoshito Watabe Akito Watabe       | +1:06,0 |
| 5    | Finlandia   | Leevi Mutru Eero Hirvonen Ilkka Herola Hannu Manninen             | +1:17,7 |
| 6    | Italia      | Armin Bauer Lukas Runggaldier Alessandro Pittin Samuel Costa      | +1:18,2 |
| 7    | Francia     | Laurent Muhlethaler Maxime Laheurte François Braud Antoine Gérard | +1:19,5 |
| 8    | Stati Uniti | Bryan Fletcher Taylor Fletcher Ben Berend Ben Loomis              | +3:27,2 |
| 9    | Estonia     | Kail Piho Karl-August Tiirmaa Han-Hendrik Piho Kristjan Ilves     | +3:39,7 |
| 10   | Russia      | Samir Mastiev Vjačeslav Barkov Ėrnest Jachin Timofej Borisov      | +4:52,0 |

Data: 26 febbraio 2017

Formula di gara: T NH/4x5 km

1ª manche:

Ore: 12:00

Trampolino: Salpausselkä HS100

2ª manche:

Ore: 15:30

Distanza: 4x5 km

##### Sprint a squadre dal trampolino lungo
| Pos. | Nazione     | Atleti                         | Tempo   |
| ---- | ----------- | ------------------------------ | ------- |
| 1    | Germania    | Eric Frenzel Johannes Rydzek   | 29:01.8 |
| 2    | Norvegia    | Magnus Moan Magnus Krog        | 29:02.8 |
| 3    | Giappone    | Yoshito Watabe Akito Watabe    | 29:12.0 |
| 4    | Austria     | Wilhelm Denifl Bernhard Gruber | 29:12.5 |
| 5    | Francia     | Maxime Laheurte François Braud | 29:13.3 |
| 6    | Italia      | Samuel Costa Alessandro Pittin | 30:12.4 |
| 7    | Finlandia   | Eero Hirvonen Ilkka Herola     | 30:12.5 |
| 8    | Rep. Ceca   | Tomáš Portyk Miroslav Dvořák   | 30:28.2 |
| 9    | Stati Uniti | Bryan Fletcher Taylor Fletcher | 30:49.9 |
| 10   | Polonia     | Adam Cieślar Paweł Słowiok     | 30:50.5 |

Data: 3 marzo 2017

Formula di gara: T SP LH/2x7,5 km

1ª manche:

Ore: 16.00 (UTC+2)

Trampolino: Salpausselkä HS130

2ª manche:

Ore: 18.15 (UTC+2)

Distanza: 2x7,5 km

#### Salto con gli sci

##### Trampolino normale
| Pos. | Atleta               | Nazione  | Punteggio |
| ---- | -------------------- | -------- | --------- |
| 1    | Stefan Kraft         | Austria  | 270.8     |
| 2    | Andreas Wellinger    | Germania | 268.7     |
| 3    | Markus Eisenbichler  | Germania | 263.6     |
| 4    | Kamil Stoch          | Polonia  | 262.5     |
| 5    | Maciej Kot           | Polonia  | 255.1     |
| 6    | Michael Hayböck      | Austria  | 254.4     |
| 7    | Johann André Forfang | Norvegia | 253.1     |
| 8    | Dawid Kubacki        | Polonia  | 251.5     |
| 9    | Richard Freitag      | Germania | 250.4     |
| 10   | Daiki Itō            | Giappone | 249.8     |

Data: 25 febbraio 2017

Ore: 17:30

Trampolino: Salpausselkä HS100

##### Trampolino lungo
| Pos. | Atleta             | Nazione  | Punteggio |
| ---- | ------------------ | -------- | --------- |
| 1    | Stefan Kraft       | Austria  | 279,3     |
| 2    | Andreas Wellinger  | Germania | 278,0     |
| 3    | Piotr Żyła         | Polonia  | 276,7     |
| 4    | Andreas Stjernen   | Norvegia | 276,1     |
| 5    | Anders Fannemel    | Norvegia | 268,8     |
| 6    | Maciej Kot         | Polonia  | 266,9     |
| 7    | Kamil Stoch        | Polonia  | 264,8     |
| 8    | Dawid Kubacki      | Polonia  | 263,8     |
| 9    | Peter Prevc        | Slovenia | 263,7     |
| 10   | Daniel-André Tande | Norvegia | 261,3     |

Data: 2 marzo 2017

Ore: 

Trampolino: Salpausselkä HS130

##### Gara a squadre dal trampolino lungo
| Pos. | Nazione   | Atleti                                                                   | Punteggio |
| ---- | --------- | ------------------------------------------------------------------------ | --------- |
| 1    | Polonia   | Piotr Żyła Dawid Kubacki Maciej Kot Kamil Stoch                          | 1104,2    |
| 2    | Norvegia  | Anders Fannemel Johann André Forfang Daniel-André Tande Andreas Stjernen | 1078,5    |
| 3    | Austria   | Michael Hayböck Manuel Fettner Gregor Schlierenzauer Stefan Kraft        | 1068,9    |
| 4    | Germania  | Markus Eisenbichler Stephan Leyhe Richard Freitag Andreas Wellinger      | 1052,9    |
| 5    | Slovenia  | Jurij Tepeš Anže Lanišek Jernej Damjan Peter Prevc                       | 941,6     |
| 6    | Finlandia | Jarkko Määttä Ville Larinto Antti Aalto Janne Ahonen                     | 926,5     |
| 7    | Giappone  | Taku Takeuchi Ryōyū Kobayashi Noriaki Kasai Daiki Itō                    | 922,7     |
| 8    | Rep. Ceca | Viktor Polášek Tomáš Vančura Jakub Janda Roman Koudelka                  | 922,7     |
| 9    | Russia    | Aleksej Romašov Denis Kornilov Dmitrij Vasil'ev Evgenij Klimov           | 473,4     |
| 10   | Svizzera  | Gregor Deschwanden Andreas Schuler Killian Peier Simon Ammann            | 453,0     |

Data: 4 marzo 2017

Ore: 18:25 

Trampolino: Salpausselkä HS130

#### Sci di fondo

##### 15 km
| Pos. | Atleta                 | Nazione    | Tempo   |
| ---- | ---------------------- | ---------- | ------- |
| 1    | Iivo Niskanen          | Finlandia  | 36:44.0 |
| 2    | Martin Johnsrud Sundby | Norvegia   | 37:01.9 |
| 3    | Niklas Dyrhaug         | Norvegia   | 37:15.3 |
| 4    | Aleksandr Bessmertnych | Russia     | 37:25.8 |
| 5    | Andrej Lar'kov         | Russia     | 34:37.2 |
| 5    | Didrik Tønseth         | Norvegia   | 37:37.2 |
| 7    | Aleksej Poltaranin     | Kazakistan | 37:50.3 |
| 8    | Sami Jauhojärvi        | Finlandia  | 37:53.7 |
| 9    | Johan Olsson           | Svezia     | 37:54.6 |
| 10   | Calle Halfvarsson      | Svezia     | 37:59.0 |

Data: 1º marzo 2017

Ore: 13.45 (UTC+2)

Tecnica classica

##### 50 km
| Pos. | Atleta                 | Nazione     | Tempo     |
| ---- | ---------------------- | ----------- | --------- |
| 1    | Alex Harvey            | Canada      | 1:46:28.9 |
| 2    | Sergej Ustjugov        | Russia      | 1:46:29.5 |
| 3    | Matti Heikkinen        | Finlandia   | 1:46:30.3 |
| 4    | Andrew Musgrave        | Regno Unito | 1:46:31.8 |
| 5    | Martin Johnsrud Sundby | Norvegia    | 1:46:31.9 |
| 6    | Sjur Røthe             | Norvegia    | 1:46:32.3 |
| 7    | Dario Cologna          | Svizzera    | 1:46:37.8 |
| 8    | Petter Northug         | Norvegia    | 1:46:41.2 |
| 9    | Maurice Manificat      | Francia     | 1:46:42.3 |
| 10   | Hans Christer Holund   | Norvegia    | 1:46:43.2 |

Data: 5 marzo 2017

Ore: 14.30 (UTC+2)

Tecnica libera

Partenza in linea

##### Sprint
| Pos. | Atleta                 | Nazione   |
| ---- | ---------------------- | --------- |
| 1    | Federico Pellegrino    | Italia    |
| 2    | Sergej Ustjugov        | Russia    |
| 3    | Johannes Høsflot Klæbo | Norvegia  |
| 4    | Finn Hågen Krogh       | Norvegia  |
| 5    | Petter Northug         | Norvegia  |
| 6    | Ristomatti Hakola      | Finlandia |
| 7    | Martti Jylhä           | Finlandia |
| 8    | Maciej Staręga         | Polonia   |
| 9    | Calle Halfvarsson      | Svezia    |
| 10   | Emil Iversen           | Norvegia  |

Data: giovedì 23 febbraio 2017

Qualificazioni:

Ore: 15:30 (UTC+2)

Finale:

Ore: 18:00 (UTC+2)

Tecnica libera

##### Skiathlon
| Pos. | Atleta                 | Nazione   | Tempo     |
| ---- | ---------------------- | --------- | --------- |
| 1    | Sergej Ustjugov        | Russia    | 1:09:16.7 |
| 2    | Martin Johnsrud Sundby | Norvegia  | 1:09:23.4 |
| 3    | Finn Hågen Krogh       | Norvegia  | 1:09:48.5 |
| 4    | Sjur Røthe             | Norvegia  | 1:09:49.8 |
| 5    | Alex Harvey            | Canada    | 1:09:50.0 |
| 6    | Didrik Tønseth         | Norvegia  | 1:09:50.2 |
| 7    | Marcus Hellner         | Svezia    | 1:09:50.4 |
| 8    | Andrej Lar'kov         | Russia    | 1:09:52.8 |
| 9    | Lari Lehtonen          | Finlandia | 1:09:53.9 |
| 10   | Giandomenico Salvadori | Italia    | 1:09:54.0 |

Data: 25 febbraio 2017

Ore: 14.30 

15 km a tecnica classica

15 km a tecnica libera

##### Sprint a squadre
| Pos. | Nazione     | Atleti                              | Tempo    |
| ---- | ----------- | ----------------------------------- | -------- |
| 1    | Russia      | Nikita Krjukov Sergej Ustjugov      | 17:40,69 |
| 2    | Italia      | Dietmar Nöckler Federico Pellegrino | 17:42,83 |
| 3    | Finlandia   | Sami Jauhojärvi Iivo Niskanen       | 17:49,33 |
| 4    | Norvegia    | Johannes Høsflot Klæbo Emil Iversen | 17:59,11 |
| 5    | Stati Uniti | Simi Hamilton Erik Bjornsen         | 18:04,27 |
| 6    | Canada      | Alex Harvey Len Valjas              | 18:07,71 |
| 7    | Germania    | Thomas Bing Sebastian Eisenlauer    | 18:11,65 |
| 8    | Svezia      | Emil Jönsson Teodor Peterson        | 18:12,42 |
| 9    | Svizzera    | Roman Furger Jovian Hediger         | 18:45,46 |
| 10   | Polonia     | Dominik Bury Maciej Staręga         | 18:55,75 |

Data: 26 febbraio 2017

Ore: 12.20

6 frazioni a tecnica classica

##### Staffetta
| Pos. | Nazione     | Atleti                                                                          | Tempo     |
| ---- | ----------- | ------------------------------------------------------------------------------- | --------- |
| 1    | Norvegia    | Didrik Tønseth Niklas Dyrhaug Martin Johnsrud Sundby Finn Hågen Krogh           | 1:37:20.1 |
| 2    | Russia      | Andrej Lar'kov Aleksandr Bessmertnych Aleksej Červotkin Sergej Ustjugov         | 1:37:24.7 |
| 3    | Svezia      | Daniel Richardsson Johan Olsson Marcus Hellner Calle Halfvarsson                | 1:39:51.9 |
| 4    | Svizzera    | Jason Rüesch Jonas Baumann Dario Cologna Curdin Perl                            | 1:39:52.1 |
| 5    | Finlandia   | Sami Jauhojärvi Iivo Niskanen Lari Lehtonen Matti Heikkinen                     | 1:40:02.5 |
| 6    | Germania    | Thomas Bing Jonas Dobler Florian Notz Lucas Bögl                                | 1:40:02.9 |
| 7    | Francia     | Jean-Marc Gaillard Maurice Manificat Robin Duvillard Clément Parisse            | 1:41:12.1 |
| 8    | Italia      | Francesco De Fabiani Dietmar Nöckler Giandomenico Salvadori Federico Pellegrino | 1:42:49.9 |
| 9    | Kazakistan  | Aleksej Poltaranin Denis Volotka Olžas Klimin Evgenij Veličko                   | 1:42:50.7 |
| 10   | Stati Uniti | Kyle Bratrud Erik Bjornsen Tad Elliott Simi Hamilton                            | 1:42:51.4 |

Data: 3 marzo 2017

Ore: 13.30 (UTC+2)

2 frazioni da 10 km a tecnica classica

2 frazioni da 10 km a tecnica libera

### Donne

#### Salto con gli sci

##### Trampolino normale
| Pos. | Atleta                     | Nazione  | Punteggio |
| ---- | -------------------------- | -------- | --------- |
| 1    | Carina Vogt                | Germania | 254.6     |
| 2    | Yūki Itō                   | Giappone | 252.6     |
| 3    | Sara Takanashi             | Giappone | 251.1     |
| 4    | Maren Lundby               | Norvegia | 247.7     |
| 5    | Ema Klinec                 | Slovenia | 245.8     |
| 6    | Svenja Würth               | Germania | 241.7     |
| 7    | Jacqueline Seifriedsberger | Austria  | 240.9     |
| 8    | Katharina Althaus          | Germania | 239.0     |
| 9    | Daniela Iraschko           | Austria  | 229.6     |
| 19   | Chiara Hölzl               | Austria  | 229.0     |

Data: 24 febbraio 2017

Ore: 17:30

Trampolino: Salpausselkä HS100

#### Sci di fondo

##### 10 km
| Pos. | Atleta                     | Nazione   | Tempo   |
| ---- | -------------------------- | --------- | ------- |
| 1    | Marit Bjørgen              | Norvegia  | 25:24.9 |
| 2    | Charlotte Kalla            | Svezia    | 26:05.9 |
| 3    | Astrid Uhrenholdt Jacobsen | Norvegia  | 26:20.4 |
| 4    | Heidi Weng                 | Norvegia  | 26:38.7 |
| 5    | Anna Haag                  | Svezia    | 26:47.6 |
| 6    | Kerttu Niskanen            | Finlandia | 26:48.6 |
| 7    | Krista Pärmäkoski          | Finlandia | 26:56.3 |
| 8    | Justyna Kowalczyk          | Polonia   | 26:59.4 |
| 8    | Ingvild Flugstad Østberg   | Norvegia  | 26:59.4 |
| 10   | Stefanie Böhler            | Germania  | 27:00.7 |

Data: 28 febbraio 2017

Ore: 13.45 (UTC+2)

Tecnica classica

##### 30 km
| Pos. | Atleta                     | Nazione     | Tempo     |
| ---- | -------------------------- | ----------- | --------- |
| 1    | Marit Bjørgen              | Norvegia    | 1:08:36.8 |
| 2    | Heidi Weng                 | Norvegia    | 1:08:38.7 |
| 3    | Astrid Uhrenholdt Jacobsen | Norvegia    | 1:08:36.8 |
| 4    | Ragnhild Haga              | Norvegia    | 1:08:44.2 |
| 5    | Jessica Diggins            | Stati Uniti | 1:08:47.2 |
| 6    | Krista Pärmäkoski          | Finlandia   | 1:08:48.1 |
| 7    | Charlotte Kalla            | Svezia      | 1:08:50.7 |
| 8    | Teresa Stadlober           | Austria     | 1:08:52.3 |
| 9    | Anna Haag                  | Svezia      | 1:08:57.1 |
| 10   | Julija Čekalëva            | Russia      | 1:09:57.7 |

Data: 4 marzo 2017

Ore: 14.30 (UTC+2)

Tecnica libera

Partenza in linea

##### Sprint
| Pos. | Atleta                 | Nazione     |
| ---- | ---------------------- | ----------- |
| 1    | Maiken Caspersen Falla | Norvegia    |
| 2    | Jessica Diggins        | Stati Uniti |
| 3    | Kikkan Randall         | Stati Uniti |
| 4    | Hanna Falk             | Svezia      |
| 5    | Ida Ingemarsdotter     | Svezia      |
| 6    | Sophie Caldwell        | Stati Uniti |
| 7    | Heidi Weng             | Norvegia    |
| 8    | Mari Laukkanen         | Finlandia   |
| 9    | Natal'ja Matveeva      | Russia      |
| 10   | Julija Belorukova      | Russia      |

Data: giovedì 23 febbraio 2017

Qualificazioni:

Ore: 14:00 (UTC+2)

Finale:

Ore: 18:00 (UTC+2)

Tecnica libera

##### Skiathlon
| Pos. | Atleta                     | Nazione   | Tempo   |
| ---- | -------------------------- | --------- | ------- |
| 1    | Marit Bjørgen              | Norvegia  | 37:57.5 |
| 2    | Krista Pärmäkoski          | Finlandia | 38:02.3 |
| 3    | Charlotte Kalla            | Svezia    | 38:29.5 |
| 4    | Nathalie von Siebenthal    | Svizzera  | 39:02.5 |
| 5    | Heidi Weng                 | Norvegia  | 39:02.6 |
| 6    | Teresa Stadlober           | Austria   | 39:02.9 |
| 7    | Julija Čekalëva            | Russia    | 39:03.2 |
| 8    | Astrid Uhrenholdt Jacobsen | Norvegia  | 39:08.6 |
| 9    | Anastasija Sedova          | Russia    | 39:12.8 |
| 10   | Masako Ishida              | Giappone  | 39:19.3 |

Data: 25 febbraio 2017

Ore: 12.00 (UTC+2) 

7,5 km a tecnica classica

7,5 km a tecnica libera

##### Sprint a squadre
| Pos. | Nazione     | Atlete                                  | Tempo    |
| ---- | ----------- | --------------------------------------- | -------- |
| 1    | Norvegia    | Heidi Weng Maiken Caspersen Falla       | 20:20,56 |
| 2    | Russia      | Julija Belorukova Natal'ja Matveeva     | 20:26,12 |
| 3    | Stati Uniti | Sadie Bjornsen Jessica Diggins          | 20:38,94 |
| 4    | Svezia      | Ida Ingemarsdotter Stina Nilsson        | 20:39,13 |
| 5    | Finlandia   | Aino-Kaisa Saarinen Kerttu Niskanen     | 20:43,58 |
| 6    | Germania    | Stefanie Böhler Nicole Fessel           | 20:50,09 |
| 7    | Svizzera    | Nadine Fähndrich Laurien van der Graaff | 21:02,40 |
| 8    | Slovenia    | Katja Višnar Anamarija Lampič           | 21:09,04 |
| 9    | Polonia     | Ewelina Marcisz Justyna Kowalczyk       | 21:09,55 |
| 10   | Italia      | Ilaria Debertolis Lucia Scardoni        | 21:25,76 |

Data: 26 febbraio 2017

Ore: 11:30

6 frazioni a tecnica classica

##### Staffetta
| Pos. | Nazione     | Atlete                                                                        | Tempo   |
| ---- | ----------- | ----------------------------------------------------------------------------- | ------- |
| 1    | Norvegia    | Maiken Caspersen Falla Heidi Weng Astrid Uhrenholdt Jacobsen Marit Bjørgen    | 52:21.5 |
| 2    | Svezia      | Anna Haag Charlotte Kalla Ebba Andersson Stina Nilsson                        | 53:23.1 |
| 3    | Finlandia   | Aino-Kaisa Saarinen Kerttu Niskanen Laura Mononen Krista Pärmäkoski           | 53:23.6 |
| 4    | Stati Uniti | Kikkan Randall Sadie Bjornsen Liz Stephen Jessica Diggins                     | 53:55.3 |
| 5    | Russia      | Polina Kal'sina Julija Belorukova Julija Čekalëva Anastasija Sedova           | 54:50.1 |
| 6    | Germania    | Katharina Hennig Stefanie Böhler Nicole Fessel Sandra Ringwald                | 54:59.8 |
| 7    | Svizzera    | Laurien van der Graaff Nadine Fähndrich Nathalie von Siebenthal Seraina Boner | 55:13.6 |
| 8    | Polonia     | Justyna Kowalczyk Ewelina Marcisz Kornelia Kubińska Martyna Galewicz          | 55:43.5 |
| 9    | Italia      | Lucia Scardoni Caterina Ganz Elisa Brocard Ilaria Debertolis                  | 56:03.5 |
| 10   | Canada      | Katherine Stewart-Jones Emily Nishikawa Cendrine Browne Dahria Beatty         | 56:37.7 |

Data: 2 marzo 2017

Ore: 15.00 (UTC+2)

2 frazioni da 5 km a tecnica classica

2 frazioni da 5 km a tecnica libera

### Misto

#### Salto con gli sci

##### Gara a squadre dal trampolino normale
| Pos. | Nazione     | Atleti                                                                   | Punteggio |
| ---- | ----------- | ------------------------------------------------------------------------ | --------- |
| 1    | Germania    | Carina Vogt Svenja Würth Markus Eisenbichler Andreas Wellinger           | 1035,5    |
| 2    | Austria     | Daniela Iraschko Jacqueline Seifriedsberger Michael Hayböck Stefan Kraft | 999,3     |
| 3    | Giappone    | Sara Takanashi Yūki Itō Daiki Itō Taku Takeuchi                          | 979,7     |
| 4    | Slovenia    | Ema Klinec Nika Križnar Anže Lanišek Peter Prevc                         | 961,4     |
| 5    | Norvegia    | Silje Opseth Maren Lundby Daniel-André Tande Andreas Stjernen            | 877,8     |
| 6    | Russia      | Anastasija Barannikova Irina Avvakumova Evgenij Klimov Denis Kornilov    | 864,0     |
| 7    | Italia      | Elena Runggaldier Manuela Malsiner Sebastian Colloredo Davide Bresadola  | 848,1     |
| 8    | Stati Uniti | Nita Englund Sarah Hendrickson Kevin Bickner Michael Glasder             | 802,2     |
| 9    | Rep. Ceca   | Marta Křepelková Barbora Blažková Jakub Janda Roman Koudelka             | 403,3     |
| 10   | Francia     | Léa Lemare Lucile Morat Paul Brasme Vincent Descombes Sevoie             | 403,1     |

Data: 26 febbraio 2017

Ore: 17:30

Trampolino: Salpausselkä HS100

## Medagliere per nazioni
| Pos.   | Nazione     | Oro | Argento | Bronzo | Totale |
| ------ | ----------- | --- | ------- | ------ | ------ |
| 1      | Norvegia    | 7   | 6       | 5      | 18     |
| 2      | Germania    | 6   | 3       | 2      | 11     |
| 3      | Russia      | 2   | 4       | 0      | 6      |
| 4      | Austria     | 2   | 1       | 2      | 5      |
| 5      | Finlandia   | 1   | 1       | 3      | 5      |
| 6      | Italia      | 1   | 1       | 0      | 2      |
| 7      | Polonia     | 1   | 0       | 1      | 2      |
| 8      | Canada      | 1   | 0       | 0      | 1      |
| 9      | Giappone    | 0   | 2       | 3      | 5      |
| 10     | Svezia      | 0   | 2       | 2      | 4      |
| 11     | Stati Uniti | 0   | 1       | 2      | 3      |
| 12     | Francia     | 0   | 0       | 1      | 1      |
| Totale | Totale      | 21  | 21      | 21     | 63     |